# (912) Maritima
(912) Maritima est un astéroïde évoluant dans la ceinture principale, découvert le 27 avril 1919 par l'astronome allemand Friedrich Karl Arnold Schwassmann depuis l'observatoire de Hambourg.
Nommé par l'astronome Richard Schorr en référence au voyage en mer annuel qui était organisé par l'université de Hambourg.